# Alexander & Baldwin
Alexander & Baldwin, Inc., (NYSE: ALEX), är ett amerikanskt konglomerat som verkar inom fastighets–, sockerrör–, rederi–, jordbrukssektorna. Företaget är en av de största markägarna på Hawaii med sina 36 000 hektar i ägo. Alexander & Baldwin äger och förfogar över ca 743 224 kvadratmeter golvyta i 45 fastigheter åt handels–, kontors– och industriskunder på både Hawaii och åtta andra delstater på det amerikanska fastlandet.